# Pryslip (Gorgany)
Pryslip (ukr. Присліп) – przełęcz w Karpatach ukraińskich. Położona na granicy rejonu miżhirskiego i tiaczowskiego obwodu zakarpackiego, na dziale wodnym rzek Terebli i Tereswy, między pasmami Połoniny Czerwonej (na południu) i Strymby w Gorganach (na północy).
Wysokość to 836 m. Przełęczą prowadzi droga samochodowa znaczenia lokalnego, która łączy wsie Nimećka Mokra i Kołoczawa. Droga jest gruntowa, ciężko przejezdna, odpowiednia dla transportu konnego, motocykli albo samochodów o podwyższonym prześwicie. Zimą z przełęczy nie korzysta się.
- W Karpatach jest jeszcze kilka przełęczy znaczenia lokalnego z nazwą Pryslip, na przykład w Gorganach, czy Górach Sanocko-Turczańskich.